# François Guillaume de Castelnau de Clermont-Lodève
François Guillaume de Castelnau de Clermont-Lodève (Clermont-l'Hérault, 1480 - Avignon, 2 de marzo de 1541) fue un eclesiástico francés, obispo y cardenal.  

## Vida

### Familia
François Guillaume fue hijo de Tristan de Castelnau, que había heredado de su padre Antoine el señorío de Castelnau y de su madre Antoinette el de Clermont.  
Su madre fue Catherine d'Amboise; por esta rama, sus abuelos Pierre d'Amboise y Anne de Beuil habían tenido diecisiete hijos, entre los que destacaron Charles, que fue gobernador de Isla de Francia, Champaña y Borgoña y consejero de Luis XI; el cardenal George, los obispos Jean, Louis, Pierre y Jacques; Emery, gran maestre de San Juan de Jerusalén; otro Jean, teniente del rey en Normandía, y Hugues, capitán de la casa de Luis XII.
François Guillaume tuvo varios hermanos: Pierre, que fue lugarteniente del rey en Languedoc, Guy, Marie, que fue abadesa, Margherite-Françoise, Catherine y Antoinette.

### Ascenso eclesiástico
Su carrera eclesiástica tuvo un rápido avance gracias a su familia materna: acogido bajo la tutela de su tío Georges d'Amboise, arzobispo de Rouen, cardenal y primer ministro de Luis XII, antes de cumplir los veinte años de edad era preboste de Beaumont, canónigo de Albi, abad de Saint-Thibéry y arcediano de Narbona.  En 1501 fue nombrado administrador de la diócesis de Saint-Pons-de-Thomières y el año siguiente arzobispo de Narbona, con dispensa del papa Alejandro VI por no tener la edad canónica ni haber recibido las órdenes menores.
Se halló presente en los dos cónclaves de septiembre y octubre de 1503 en los que fueron elegidos papas Pío III y Julio II, oficiando como conclavista de George d'Amboise junto con Claude de Seyssel y Giovanni Lascaris, y en la recepción en Roma del duque de Urbino Guidobaldo de Montefeltro como orador del rey de Francia, junto con el obispo de Rennes Robert Guibé y el de Trani Juan Castellar.

### Cardenal
Gracias a la influencia de su tío, en noviembre de 1503 Julio II le creó cardenal en el mismo consistorio en que también lo fueron Clemente Grosso della Rovere, Galeotto Franciotti della Rovere y Juan de Zúñiga. El 8 de diciembre recibió el título de San Adriano.
Transferido a la arquidiócesis de Auch tras la muerte de Jean de La Trémoille en 1507, ofició como embajador del rey Luis XII ante el papa durante la guerra de la Liga de Cambrai; camarlengo del Colegio Cardenalicio en 1509, participó en el Concilio de Letrán V convocado en respuesta al cismático Concilio de Pisa y fue legado apostólico en Avignon desde 1513.  
En distintos periodos de su vida durante los pontificados de León X, Adriano VI, Clemente VII y Paulo III fue también abad in commendam de las abadías de Jumièges en la diócesis de Rouen, Saint-Pierre de Lagny en Meaux, San Pedro de Besalú en Gerona, Saint-Martin de Villamagne en Béziers y Santa Maria de la Fuente de Dios en Astorga, obispo o administrador de las diócesis de Valence (1523-1531), Agde (desde 1531) y Saint-Pons-de-Thomières (1511-1514 y 1534-1539) y cardenal obispo de Frascati desde 1523.
Muerto en su legación de Avignon con poco más de sesenta años, fue sepultado en la iglesia de los celestinos de Sorgues. 